# Jabłuniwka (rejon obuchowski)
Jabłuniwka (ukr. Яблунівка) – wieś na Ukrainie, w obwodzie kijowskim, w rejonie obuchowskim. W 2001 roku liczyła 262 mieszkańców.
Do 1946 roku miejscowość nosiła nazwę Janiwka (ukr. Янівка).